# Coupe du monde de football des moins de 17 ans 1991
Navigation
Écosse 1989 Japon 1993
La Coupe du monde de football des moins de 17 ans 1991 est la quatrième édition de la coupe du monde de football des moins de 17 ans. La phase finale se déroule en Italie du 16 au 31 août 1991. Seuls les joueurs nés après le 1er août 1974 peuvent participer au tournoi. Initialement prévue en Équateur, elle est déplacée en Italie à cause de l'épidémie de choléra. L'Italie a été choisie car elle dispose de toutes les infrastructures nécessaires, puisqu'elle a accueilli la Coupe du monde "seniors", un an auparavant.
On note la présence de l'équipe des moins de 17 ans de l'Allemagne désormais réunifiée. Une nouvelle fois, une équipe du Golfe Persique tire son épingle du jeu. Cette année, il s'agit du Qatar, qui arrive à se hisser jusqu'en demi-finales, éliminé seulement aux tirs au but par le futur vainqueur ghanéen. Le Brésil échoue quant à lui une nouvelle fois en quarts de finale.
La compétition est de nouveau remportée par un pays africain, puisque le Ghana, 6 ans après le sacre du Nigéria, bat l'Espagne en finale.
Le tournoi est complètement boudé par le public, avec à peine plus de 1 000 spectateurs par match, phénomène qui s'est accentué avec l'élimination de l'équipe d'Italie dès le premier tour.

## Qualification
Les 16 équipes qualifiées pour le tournoi :
- Pays organisateur :  Italie
- Afrique (CAF) : Tournoi qualificatif de la CAF des moins de 16 ans 1991
  -  Congo
  -  Ghana
  -  Soudan
- Asie (AFC) : Coupe d'Asie des nations de football des moins de 16 ans 1990
  -  Qatar - Vainqueur
  -  Émirats arabes unis - Finaliste
  -  Chine - Troisième
- Amérique du Nord et centrale (CONCACAF) : Championnat d'Amérique du Nord, centrale et Caraïbe de football des moins de 17 ans 1991
  -  Mexique - Vainqueur
  -  États-Unis - Finaliste
  -  Cuba - Troisième
- Amérique du Sud (CONMEBOL) : Championnat des moins de 17 ans de la CONMEBOL 1991
  -  Brésil - Vainqueur
  -  Uruguay - Finaliste
  -  Argentine - Troisième
- Europe (UEFA) : Championnat d'Europe de football des moins de 17 ans 1991
  -  Espagne - Vainqueur
  -  Allemagne - Finaliste
- Océanie (OFC) : Tournoi qualificatif de l'OFC des moins de 17 ans 1991
  -  Australie - Vainqueur

## Phase finale
Règlement sur le temps de jeu
Dans cette catégorie d'âge, les joueurs disputent deux mi-temps de 40 minutes chacune, et éventuellement une prolongation de deux périodes de 10 minutes chacune, soit un temps règlementaire de 80 minutes, et un total après prolongation éventuelle de 100 minutes.

### Premier tour

#### Groupe A
| Classement final : |            |     |   |   |   |   |    |    |      |
|                    | Équipe     | Pts | J | G | N | P | BP | BC | Diff |
| 1                  | États-Unis | 6   | 3 | 3 | 0 | 0 | 5  | 1  | +4   |
| 2                  | Argentine  | 3   | 3 | 1 | 1 | 1 | 2  | 2  | 0    |
| 3                  | Italie     | 2   | 3 | 0 | 2 | 1 | 2  | 3  | -1   |
| 4                  | Chine      | 1   | 3 | 0 | 1 | 2 | 4  | 7  | -3   |

| 16 août | États-Unis | 1 | 0 | Italie    |
| 17 août | Argentine  | 2 | 1 | Chine     |
| 20 août | Italie     | 2 | 2 | Chine     |
|         | États-Unis | 1 | 0 | Argentine |
| 22 août | Argentine  | 0 | 0 | Italie    |
|         | États-Unis | 3 | 1 | Chine     |

1re journée
| 16 août 1991 | États-Unis | 1 - 0 | Italie | Montecatini                                              |                                                          |
| 18:00        | Dunne 18e  |       |        | Spectateurs : 3 200 Arbitrage : Ulisses Tavares da Silva | Spectateurs : 3 200 Arbitrage : Ulisses Tavares da Silva |
| 18:00        | (Rapport)  |       |        | Spectateurs : 3 200 Arbitrage : Ulisses Tavares da Silva | Spectateurs : 3 200 Arbitrage : Ulisses Tavares da Silva |

| 17 août 1991 | Argentine                         | 2 - 1 | Chine       | Viareggio                                  |                                            |
| 21:00        | Verón 50e · Castellani 77e (pen.) |       | Gao Fei 58e | Spectateurs : 350 Arbitrage : Leif Sundell | Spectateurs : 350 Arbitrage : Leif Sundell |
| 21:00        | (Rapport)                         |       |             | Spectateurs : 350 Arbitrage : Leif Sundell | Spectateurs : 350 Arbitrage : Leif Sundell |

2e journée
| 20 août 1991 | Italie                      | 2 - 2 | Chine                       | Viareggio                                             |                                                       |
| 18:00        | Del Piero 30e · Giraldi 67e |       | Yu Liang 14e · Yu Huang 73e | Spectateurs : 1 200 Arbitrage : Miguel Salas Castillo | Spectateurs : 1 200 Arbitrage : Miguel Salas Castillo |
| 18:00        | (Rapport)                   |       |                             | Spectateurs : 1 200 Arbitrage : Miguel Salas Castillo | Spectateurs : 1 200 Arbitrage : Miguel Salas Castillo |

| 20 août 1991 | États-Unis | 1 - 0 | Argentine | Viareggio                                          |                                                    |
| 20:00        | McKeon 23e |       |           | Spectateurs : 1 200 Arbitrage : Rachid Ben Khedija | Spectateurs : 1 200 Arbitrage : Rachid Ben Khedija |
| 20:00        | (Rapport)  |       |           | Spectateurs : 1 200 Arbitrage : Rachid Ben Khedija | Spectateurs : 1 200 Arbitrage : Rachid Ben Khedija |

3e journée
| 22 août 1991 | Argentine | 0 - 0 | Italie | Viareggio                                      |                                                |
| 18:00        |           |       |        | Spectateurs : 2 000 Arbitrage : Philippe Leduc | Spectateurs : 2 000 Arbitrage : Philippe Leduc |
| 18:00        | (Rapport) |       |        | Spectateurs : 2 000 Arbitrage : Philippe Leduc | Spectateurs : 2 000 Arbitrage : Philippe Leduc |

| 22 août 1991 | États-Unis                             | 3 - 1 | Chine       | Viareggio                                   |                                             |
| 20:00        | Beaschum 6e · Montoya 37e · McKeon 71e |       | Gao Fei 32e | Spectateurs : 2 000 Arbitrage : Nizar Watti | Spectateurs : 2 000 Arbitrage : Nizar Watti |
| 20:00        | (Rapport)                              |       |             | Spectateurs : 2 000 Arbitrage : Nizar Watti | Spectateurs : 2 000 Arbitrage : Nizar Watti |

#### Groupe B
| Classement final : |           |     |   |   |   |   |    |    |      |
|                    | Équipe    | Pts | J | G | N | P | BP | BC | Diff |
| 1                  | Australie | 4   | 3 | 2 | 0 | 1 | 6  | 4  | +2   |
| 2                  | Qatar     | 3   | 3 | 1 | 1 | 1 | 1  | 1  | 0    |
| 3                  | Congo     | 3   | 3 | 1 | 1 | 1 | 2  | 3  | -1   |
| 4                  | Mexique   | 2   | 3 | 1 | 0 | 2 | 5  | 6  | -1   |

| 17 août | Qatar     | 0 | 0 | Congo     |
| 18 août | Australie | 4 | 3 | Mexique   |
| 20 août | Australie | 2 | 0 | Congo     |
|         | Qatar     | 0 | 1 | Mexique   |
| 22 août | Congo     | 2 | 1 | Mexique   |
|         | Qatar     | 1 | 0 | Australie |

1re journée
| 17 août 1991 | Qatar     | 0 - 0 | Congo | Carrara                                      |                                              |
| 21:00        |           |       |       | Spectateurs : 600 Arbitrage : Jorge Orellana | Spectateurs : 600 Arbitrage : Jorge Orellana |
| 21:00        | (Rapport) |       |       | Spectateurs : 600 Arbitrage : Jorge Orellana | Spectateurs : 600 Arbitrage : Jorge Orellana |

| 18 août 1991 | Australie                              | 4 - 3 | Mexique                       | Carrara                                     |                                             |
| 21:00        | Agostino 5e, 28e, 29e · Kiratzoglu 17e |       | Garza 25e · Toledano 69e, 74e | Spectateurs : 500 Arbitrage : Lim Kee Chong | Spectateurs : 500 Arbitrage : Lim Kee Chong |
| 21:00        | (Rapport)                              |       |                               | Spectateurs : 500 Arbitrage : Lim Kee Chong | Spectateurs : 500 Arbitrage : Lim Kee Chong |

2e journée
| 20 août 1991 | Australie                   | 2 - 0 | Congo | Carrara                                                 |                                                         |
| 19:00        | Healey 63e · Kiratzoglu 74e |       |       | Spectateurs : 200 Arbitrage : Letchmanasamy Kathirveloo | Spectateurs : 200 Arbitrage : Letchmanasamy Kathirveloo |
| 19:00        | (Rapport)                   |       |       | Spectateurs : 200 Arbitrage : Letchmanasamy Kathirveloo | Spectateurs : 200 Arbitrage : Letchmanasamy Kathirveloo |

| 20 août 1991 | Qatar     | 0 - 1 | Mexique     | Carrara                                              |                                                      |
| 21:00        |           |       | Toledano 5e | Spectateurs : 200 Arbitrage : Sabino Farina Cespedes | Spectateurs : 200 Arbitrage : Sabino Farina Cespedes |
| 21:00        | (Rapport) |       |             | Spectateurs : 200 Arbitrage : Sabino Farina Cespedes | Spectateurs : 200 Arbitrage : Sabino Farina Cespedes |

3e journée
| 22 août 1991 | Congo                     | 2 - 1 | Mexique    | Carrara                                          |                                                  |
| 19:00        | Kibiti 17e · Tchikaya 31e |       | García 31e | Spectateurs : 400 Arbitrage : Mario van der Ende | Spectateurs : 400 Arbitrage : Mario van der Ende |
| 19:00        | (Rapport)                 |       |            | Spectateurs : 400 Arbitrage : Mario van der Ende | Spectateurs : 400 Arbitrage : Mario van der Ende |

| 22 août 1991 | Australie | 0 - 1 | Qatar         | Carrara                                         |                                                 |
| 21:00        |           |       | Al-Tamimi 76e | Spectateurs : 400 Arbitrage : Juan Antonio Bava | Spectateurs : 400 Arbitrage : Juan Antonio Bava |
| 21:00        | (Rapport) |       |               | Spectateurs : 400 Arbitrage : Juan Antonio Bava | Spectateurs : 400 Arbitrage : Juan Antonio Bava |

#### Groupe C
| Classement final : |                     |     |   |   |   |   |    |    |      |
|                    | Équipe              | Pts | J | G | N | P | BP | BC | Diff |
| 1                  | Brésil              | 6   | 3 | 3 | 0 | 0 | 7  | 0  | +7   |
| 2                  | Allemagne           | 3   | 3 | 1 | 1 | 1 | 5  | 5  | 0    |
| 3                  | Soudan              | 2   | 3 | 1 | 0 | 2 | 5  | 5  | 0    |
| 4                  | Émirats arabes unis | 1   | 3 | 0 | 1 | 2 | 3  | 10 | -7   |

| 17 août | Soudan    | 4 | 1 | Émirats arabes unis |
| 18 août | Brésil    | 2 | 0 | Allemagne           |
| 20 août | Allemagne | 3 | 1 | Soudan              |
|         | Brésil    | 4 | 0 | Émirats arabes unis |
| 22 août | Brésil    | 1 | 0 | Soudan              |
|         | Allemagne | 2 | 2 | Émirats arabes unis |

1re journée
| 17 août 1991 21:00 | Soudan                                        | 4–1 | Émirats arabes unis | Massa                                           |                                                 |
|                    | Saeed 34e Hussein 36e Ahmed 37e Elmustafa 47e |     | Mohamed 59e         | Spectateurs : 250 Arbitrage : Arlington Success | Spectateurs : 250 Arbitrage : Arlington Success |
|                    | (Rapport)                                     |     |                     | Spectateurs : 250 Arbitrage : Arlington Success | Spectateurs : 250 Arbitrage : Arlington Success |

| 18 août 1991 19:00 | Allemagne | 0–2 | Brésil                | Massa                                      |                                            |
|                    |           |     | Argel 18e Adriano 39e | Spectateurs : 800 Arbitrage : Fabio Baldas | Spectateurs : 800 Arbitrage : Fabio Baldas |
|                    | (Rapport) |     |                       | Spectateurs : 800 Arbitrage : Fabio Baldas | Spectateurs : 800 Arbitrage : Fabio Baldas |

2e journée
| 20 août 1991 19:00 | Soudan    | 1–3 | Allemagne                 | Massa                                          |                                                |
|                    | Ahmed 78e |     | Sarna 48e Jaekel 62e, 75e | Spectateurs : 200 Arbitrage : Angelo Amendolia | Spectateurs : 200 Arbitrage : Angelo Amendolia |
|                    | (Rapport) |     |                           | Spectateurs : 200 Arbitrage : Angelo Amendolia | Spectateurs : 200 Arbitrage : Angelo Amendolia |

| 20 août 1991 21:00 | Émirats arabes unis | 0–4 | Brésil                            | Massa                                      |                                            |
|                    |                     |     | Yan 20e Nene 26e Adriano 58e, 62e | Spectateurs : 200 Arbitrage : Jan Damgaard | Spectateurs : 200 Arbitrage : Jan Damgaard |
|                    | (Rapport)           |     |                                   | Spectateurs : 200 Arbitrage : Jan Damgaard | Spectateurs : 200 Arbitrage : Jan Damgaard |

3e journée
| 22 août 1991 19:00 | Soudan    | 0–1 | Brésil      | Massa                                          |                                                |
|                    |           |     | Adriano 73e | Spectateurs : 500 Arbitrage : Angelo Amendolia | Spectateurs : 500 Arbitrage : Angelo Amendolia |
|                    | (Rapport) |     |             | Spectateurs : 500 Arbitrage : Angelo Amendolia | Spectateurs : 500 Arbitrage : Angelo Amendolia |

| 22 août 1991 21:00 | Émirats arabes unis               | 2–2 | Allemagne         | Massa                                        |                                              |
|                    | Abdulrahman 12e (pen) Ibrahim 44e |     | Lutz 8e Sarna 51e | Spectateurs : 500 Arbitrage : Jorge Orellana | Spectateurs : 500 Arbitrage : Jorge Orellana |
|                    | (Rapport)                         |     |                   | Spectateurs : 500 Arbitrage : Jorge Orellana | Spectateurs : 500 Arbitrage : Jorge Orellana |

#### Groupe D
| Classement final : |         |     |   |   |   |   |    |    |      |
|                    | Équipe  | Pts | J | G | N | P | BP | BC | Diff |
| 1                  | Espagne | 5   | 3 | 2 | 1 | 0 | 9  | 3  | +6   |
| 2                  | Ghana   | 5   | 3 | 2 | 1 | 0 | 5  | 2  | +3   |
| 3                  | Uruguay | 2   | 3 | 1 | 0 | 2 | 1  | 3  | -2   |
| 4                  | Cuba    | 0   | 3 | 0 | 0 | 3 | 3  | 10 | -7   |

| 17 août | Ghana   | 2 | 1 | Cuba    |
| 17 août | Espagne | 1 | 0 | Uruguay |
| 20 août | Ghana   | 2 | 0 | Uruguay |
|         | Espagne | 7 | 2 | Cuba    |
| 22 août | Espagne | 1 | 1 | Ghana   |
|         | Uruguay | 1 | 0 | Cuba    |

1re journée
| 17 août 1991 | Ghana                  | 2 - 1 | Cuba        | Livourne                                         |                                                  |
| 21:00        | Lamptey 8e (pen.), 51e |       | Sánchez 26e | Spectateurs : 1 500 Arbitrage : Omer Al-Mehannah | Spectateurs : 1 500 Arbitrage : Omer Al-Mehannah |
| 21:00        | (Rapport)              |       |             | Spectateurs : 1 500 Arbitrage : Omer Al-Mehannah | Spectateurs : 1 500 Arbitrage : Omer Al-Mehannah |

| 18 août 1991 | Espagne   | 1 - 0 | Uruguay | Livourne                                    |                                             |
| 21:00        | Dani 64e  |       |         | Spectateurs : 1 400 Arbitrage : Nizar Watti | Spectateurs : 1 400 Arbitrage : Nizar Watti |
| 21:00        | (Rapport) |       |         | Spectateurs : 1 400 Arbitrage : Nizar Watti | Spectateurs : 1 400 Arbitrage : Nizar Watti |

2e journée
| 20 août 1991 | Ghana                   | 2 - 0 | Uruguay | Livourne                                     |                                              |
| 19:00        | Gargo 36e · Lamptey 52e |       |         | Spectateurs : 1 300 Arbitrage : Errol Forbes | Spectateurs : 1 300 Arbitrage : Errol Forbes |
| 19:00        | (Rapport)               |       |         | Spectateurs : 1 300 Arbitrage : Errol Forbes | Spectateurs : 1 300 Arbitrage : Errol Forbes |

| 20 août 1991 | Espagne                                                                              | 7 - 2 | Cuba                       | Livourne                                     |                                              |
| 21:00        | Robaina 5e, 23e · Carrasco 13e · Murgui 43e · Velasco 52e · Palacios 58e · Ramon 74e |       | Martén 56e · Casamayor 66e | Spectateurs : 1 300 Arbitrage : Fabio Baldas | Spectateurs : 1 300 Arbitrage : Fabio Baldas |
| 21:00        | (Rapport)                                                                            |       |                            | Spectateurs : 1 300 Arbitrage : Fabio Baldas | Spectateurs : 1 300 Arbitrage : Fabio Baldas |

3e journée
| 22 août 1991 | Espagne         | 1 - 1 | Ghana     | Livourne                                                 |                                                          |
| 19:00        | Pepe Galvez 62e |       | Opoku 42e | Spectateurs : 1 300 Arbitrage : Ulisses Tavares da Silva | Spectateurs : 1 300 Arbitrage : Ulisses Tavares da Silva |
| 19:00        | (Rapport)       |       |           | Spectateurs : 1 300 Arbitrage : Ulisses Tavares da Silva | Spectateurs : 1 300 Arbitrage : Ulisses Tavares da Silva |

| 22 août 1991 | Uruguay   | 1 - 0 | Cuba | Livourne                                      |                                               |
| 21:00        | Lopez 72e |       |      | Spectateurs : 1 300 Arbitrage : Lim Kee Chong | Spectateurs : 1 300 Arbitrage : Lim Kee Chong |
| 21:00        | (Rapport) |       |      | Spectateurs : 1 300 Arbitrage : Lim Kee Chong | Spectateurs : 1 300 Arbitrage : Lim Kee Chong |

### Tableau final
|  | Quarts de finale      | Quarts de finale      | Quarts de finale      | Quarts de finale      |           |           | Demi-finales        | Demi-finales        | Demi-finales                  | Demi-finales                  |                               |                               | Finale             | Finale             | Finale             | Finale             |
|  |                       |                       |                       |                       |           |           |                     |                     |                               |                               |                               |                               |                    |                    |                    |                    |
|  | 25 août - Montecatini | 25 août - Montecatini | 25 août - Montecatini | 25 août - Montecatini |           |           | 28 août - Viareggio | 28 août - Viareggio | 28 août - Viareggio           | 28 août - Viareggio           |                               |                               | 31 août - Florence | 31 août - Florence | 31 août - Florence | 31 août - Florence |
|  | 25 août - Montecatini | 25 août - Montecatini | 25 août - Montecatini | 25 août - Montecatini |           |           | 28 août - Viareggio | 28 août - Viareggio | 28 août - Viareggio           | 28 août - Viareggio           |                               |                               | 31 août - Florence | 31 août - Florence | 31 août - Florence | 31 août - Florence |
|  | États-Unis            | États-Unis            | 1ap (4)               | 1ap (4)               |           |           | 28 août - Viareggio | 28 août - Viareggio | 28 août - Viareggio           | 28 août - Viareggio           |                               |                               | 31 août - Florence | 31 août - Florence | 31 août - Florence | 31 août - Florence |
|  | États-Unis            | États-Unis            | 1ap (4)               | 1ap (4)               |           |           | 28 août - Viareggio | 28 août - Viareggio | 28 août - Viareggio           | 28 août - Viareggio           |                               |                               | 31 août - Florence | 31 août - Florence | 31 août - Florence | 31 août - Florence |
|  | Qatar                 | Qatar                 | 1 tab(5)              | 1 tab(5)              |           |           | 28 août - Viareggio | 28 août - Viareggio | 28 août - Viareggio           | 28 août - Viareggio           |                               |                               | 31 août - Florence | 31 août - Florence | 31 août - Florence | 31 août - Florence |
|  | Qatar                 | Qatar                 | 1 tab(5)              | 1 tab(5)              | Qatar     | Qatar     | 0ap (2)             | 0ap (2)             |                               |                               |                               |                               | 31 août - Florence | 31 août - Florence | 31 août - Florence | 31 août - Florence |
|  | 25 août - Carrara     |                       |                       |                       | Qatar     | Qatar     | 0ap (2)             | 0ap (2)             |                               |                               |                               |                               | 31 août - Florence | 31 août - Florence | 31 août - Florence | 31 août - Florence |
|  |                       |                       | Ghana                 | Ghana                 | 0 tab(4)  | 0 tab(4)  |                     |                     |                               |                               |                               |                               | 31 août - Florence | 31 août - Florence | 31 août - Florence | 31 août - Florence |
|  | Brésil                | Brésil                | Ghana                 | Ghana                 | 0 tab(4)  | 0 tab(4)  | 1                   | 1                   |                               |                               |                               |                               | 31 août - Florence | 31 août - Florence | 31 août - Florence | 31 août - Florence |
|  | Brésil                | Brésil                | 28 août - Massa       |                       |           |           | 1                   | 1                   |                               |                               |                               |                               | 31 août - Florence | 31 août - Florence | 31 août - Florence | 31 août - Florence |
|  | Ghana                 | Ghana                 | 2                     | 2                     |           |           |                     |                     |                               |                               |                               |                               | 31 août - Florence | 31 août - Florence | 31 août - Florence | 31 août - Florence |
|  | Ghana                 | Ghana                 | 2                     | 2                     | Ghana     | Ghana     | 1                   | 1                   |                               |                               |                               |                               |                    |                    |                    |                    |
|  | 25 août - Viareggio   |                       |                       |                       | Ghana     | Ghana     | 1                   | 1                   |                               |                               |                               |                               |                    |                    |                    |                    |
|  |                       |                       | Espagne               | Espagne               | 0         | 0         |                     |                     |                               |                               |                               |                               |                    |                    |                    |                    |
|  | Australie             | Australie             | Espagne               | Espagne               | 0         | 0         | 1                   | 1                   |                               |                               |                               |                               |                    |                    |                    |                    |
|  | Australie             | Australie             |                       |                       |           |           |                     |                     |                               |                               |                               |                               |                    |                    |                    |                    |
|  | Argentine             | Argentine             | 2                     | 2                     |           |           |                     |                     |                               |                               |                               |                               |                    |                    |                    |                    |
|  | Argentine             | Argentine             | 2                     | 2                     | Argentine | Argentine | 0                   | 0                   | Match pour la troisième place | Match pour la troisième place | Match pour la troisième place | Match pour la troisième place |                    |                    |                    |                    |
|  | 25 août - Livourne    |                       |                       |                       | Argentine | Argentine | 0                   | 0                   | Match pour la troisième place | Match pour la troisième place | Match pour la troisième place | Match pour la troisième place |                    |                    |                    |                    |
|  |                       |                       | Espagne               | Espagne               | 1         | 1         |                     |                     | 30 août - Montecatini         | 30 août - Montecatini         | 30 août - Montecatini         | 30 août - Montecatini         |                    |                    |                    |                    |
|  | Espagne               | Espagne               | Espagne               | Espagne               | 1         | 1         | 3                   | 3                   | 30 août - Montecatini         | 30 août - Montecatini         | 30 août - Montecatini         | 30 août - Montecatini         |                    |                    |                    |                    |
|  | Espagne               | Espagne               |                       |                       |           |           |                     | 3                   |                               |                               | Qatar                         | Qatar                         | 1ap (1)            | 1ap (1)            |                    |                    |
|  | Allemagne             | Allemagne             | 1                     | 1                     |           |           |                     |                     |                               |                               | Qatar                         | Qatar                         | 1ap (1)            | 1ap (1)            |                    |                    |
|  | Allemagne             | Allemagne             | 1                     | 1                     | Argentine | Argentine | 1 tab(4)            | 1 tab(4)            |                               |                               |                               |                               |                    |                    |                    |                    |
|  |                       |                       |                       |                       |           |           |                     |                     |                               |                               |                               |                               |                    |                    |                    |                    |

#### Quarts de finale
| 25 août 1991 | États-Unis        | 1 - 1 a. p. | Qatar  | Montecatini                                    |                                                |
| 18:00        | Kelly 3e          |             | Bu 14e | Spectateurs : 2 000 Arbitrage : Jorge Orellana | Spectateurs : 2 000 Arbitrage : Jorge Orellana |
| 18:00        | (Rapport)         |             |        | Spectateurs : 2 000 Arbitrage : Jorge Orellana | Spectateurs : 2 000 Arbitrage : Jorge Orellana |
| 18:00        | Tirs au but 4 - 5 |             |        | Spectateurs : 2 000 Arbitrage : Jorge Orellana | Spectateurs : 2 000 Arbitrage : Jorge Orellana |

| 25 août 1991 | Australie            | 1 - 2 | Argentine         | Viareggio                                    |                                              |
| 21:00        | Azconzobal 75e (csc) |       | Comelles 29e, 59e | Spectateurs : 1 200 Arbitrage : Fabio Baldas | Spectateurs : 1 200 Arbitrage : Fabio Baldas |
| 21:00        | (Rapport)            |       |                   | Spectateurs : 1 200 Arbitrage : Fabio Baldas | Spectateurs : 1 200 Arbitrage : Fabio Baldas |

| 25 août 1991 | Brésil      | 1 - 2 | Ghana                   | Carrara                                      |                                              |
| 21:00        | Leandro 42e |       | Lamptey 36e · Gargo 58e | Spectateurs : 1 200 Arbitrage : Leif Sundell | Spectateurs : 1 200 Arbitrage : Leif Sundell |
| 21:00        | (Rapport)   |       |                         | Spectateurs : 1 200 Arbitrage : Leif Sundell | Spectateurs : 1 200 Arbitrage : Leif Sundell |

| 25 août 1991 | Espagne                                     | 3 - 1 | Allemagne  | Livourne                                    |                                             |
| 21:00        | Murgui 59e · Robaina 72e · Josemi Lopez 80e |       | Babatz 15e | Spectateurs : 1 100 Arbitrage : Nizar Watti | Spectateurs : 1 100 Arbitrage : Nizar Watti |
| 21:00        | (Rapport)                                   |       |            | Spectateurs : 1 100 Arbitrage : Nizar Watti | Spectateurs : 1 100 Arbitrage : Nizar Watti |

#### Demi-finales
| 28 août 1991 | Qatar             | 0 - 0 a. p. | Ghana | Viareggio                                    |                                              |
| 18:00        |                   |             |       | Spectateurs : 1 200 Arbitrage : Fabio Baldas | Spectateurs : 1 200 Arbitrage : Fabio Baldas |
| 18:00        | (Rapport)         |             |       | Spectateurs : 1 200 Arbitrage : Fabio Baldas | Spectateurs : 1 200 Arbitrage : Fabio Baldas |
| 18:00        | Tirs au but 2 - 4 |             |       | Spectateurs : 1 200 Arbitrage : Fabio Baldas | Spectateurs : 1 200 Arbitrage : Fabio Baldas |

| 20 août 1991 | Argentine | 0 - 1 | Espagne    | Massa                                        |                                              |
| 21:00        |           |       | Murgui 22e | Spectateurs : 1 100 Arbitrage : Jan Damgaard | Spectateurs : 1 100 Arbitrage : Jan Damgaard |
| 21:00        | (Rapport) |       |            | Spectateurs : 1 100 Arbitrage : Jan Damgaard | Spectateurs : 1 100 Arbitrage : Jan Damgaard |

#### Match pour la3eplace
| 30 août 1991 | Qatar             | 1 - 1 a. p. | Argentine    | Montecatini                                        |                                                    |
| 18:00        | Al-Bedaid 60e     |             | Akselman 80e | Spectateurs : 1 500 Arbitrage : Mario van der Ende | Spectateurs : 1 500 Arbitrage : Mario van der Ende |
| 18:00        | (Rapport)         |             |              | Spectateurs : 1 500 Arbitrage : Mario van der Ende | Spectateurs : 1 500 Arbitrage : Mario van der Ende |
| 18:00        | Tirs au but 1 - 4 |             |              | Spectateurs : 1 500 Arbitrage : Mario van der Ende | Spectateurs : 1 500 Arbitrage : Mario van der Ende |

#### Finale
| 31 août 1991 | Ghana     | 1 - 0 | Espagne | Stadio Artemio Franchi, Florence             |                                              |
| 18:00        | Duah 77e  |       |         | Spectateurs : 5 000 Arbitrage : Leif Sundell | Spectateurs : 5 000 Arbitrage : Leif Sundell |
| 18:00        | (Rapport) |       |         | Spectateurs : 5 000 Arbitrage : Leif Sundell | Spectateurs : 5 000 Arbitrage : Leif Sundell |

## Récompenses

### Meilleurs buteurs
| Place | Nom           | Equipe    | Buts |
| 1     | Adriano       | Brésil    | 4    |
| 2     | Nii Lamptey   | Ghana     | 4    |
| 3     | Paul Agostino | Australie | 3    |

### Meilleur joueur
Pour la deuxième fois dans la compétition, la FIFA remet un Ballon d'Or au meilleur joueur du tournoi. Pour cette édition, c'est le Ghanéen Nii Lamptey, vainqueur de la compétition avec son équipe, qui reçoit le trophée.

### Prix du fair-play FIFA
C'est la sélection d'Argentine qui reçoit le prix du fair-play de la part d'un jury. Ce prix récompense l'état d'esprit et le jeu "propre" de l'équipe.